# One of the Boys
《One of the Boys》는 미국의 싱어송라이터 케이티 페리의 두 번째 정규 앨범이다. 앨범은 2008년 6월 17일 미국과 캐나다에서 발매됐으며 2010년 6월까지 전 세계적으로 3백만장 이상을 판매했다. 싱글로는 빌보드 핫 100에서 1위를 차지했던 "I Kissed a Girl", 3위를 했던 "Hot n Cold", 9위를 했던 "Waking Up In Vegas" 그리고 마지막으로 상위 30위권에 들었던 "Thinking of You"를 마지막으로 싱글 모두가 대박 행진을 이어갔다. 이 음반은 미국 음반 산업 협회에 의해 플래티넘 인증을 받았다. 또한 이 음반을 통해 두 개의 그래미 상 후보에 올라갔다.

## 배경
페리는 그녀가 19살부터 이 앨범작업을 했다고 밝혔다. 페리는 앨범 제작 기간동안 많은 일들을 겪었고 두 번의 레코드 회사 교체등 많은 문제들이 있었다. 이 앨범의 프로듀서로는 유명한 프로듀서들이 힘을 합쳤는데 그렉 웰스, 데이브 스튜어트, 맥스 마틴 등과 협력했다. 페리또한 공동 작업뿐 아니라 작사, 작곡 등도 직접 하였다. 이 음반의 첫 싱글로는 "Ur So Gay"를 시작으로 총 5개의 싱글을 발표했다.

## 싱글
앨범의 리드싱글 "I Kissed a Girl"을 4월 하순에 발표하고 차트에 올랐다. "I Kissed a Girl"은 상업적인 성공을 거뒀고 빌보드 핫 100에서는 1위를 했다. 노래는 이후 전 세계적으로 히트를 치며 미국, 호주, 캐나다, 아일랜드, 영국을 포함한 약 30개의 국가에서 차트를 석권했다. 이 싱글은 2010년 6월을 기준으로 미국에서만 410만건의 디지털 판매량 수치를 올리고 있다. 두 번째 싱글 "Hot n Cold"는 디지털 다운로드로 선공개 된후, CD싱글로 발표 됐다. 두 번째 싱글은 9월 초에 발표되었으며 미국 차트에서 3위에 올라 5위안에 든 두 번째 노래가 됐다. 11월 14일 페리의 노래가 라디오 방송차트에서는 1위를 했다. 또한 아이튠즈 종합 차트에서 1위를 했다. 이것은 2010년 6월 미국에서 520만 이상의 디지털 다운로드를 판매하고 있다.
원래의 리드 싱글은 "Thinking of You"였고 처음부터 계획했지만 "I Kissed a Girl"이 인기 급등으로 인해 무산이 됐다. "Thinking of You"은 2008년 4월말에 유튜브를 통해 공개되었지만, 모두 제거 했고 새 비디오로 교체된 후 이 음반의 네 번째 싱글로 다시 공개했다. 페리는 2008년 12월 첫 주에 Melina Matsoukas 감독이 만든 두 번째 비디오를 공개했다. 또 하나는 12월 23일에 공개했다. 이 곡은 아이튠즈 차트에서 14위를 했고, 빌보드 핫 100에선 29위로 만족해야했다. 이 싱글은 2010년 8월로 약 840,000만의 디지털 다운로드 건수를 기록했다. 그리고 마지막 싱글 "Waking Up in Vegas"를 발표했다. 이 싱글은 2009년 4월 21일 미국 라디오를 통해 처음으로 공개했다. 빌보드 핫 100에서 9위를 차지하며 좋은 성적을 냈고 영국에서는 19위에 올랐다.
타이틀 트랙 "One of the Boys"는 오스트레일리아 싱글 탑 50에서 40위까지 올랐으며 2009년 1월까지 총 5주동안 차트에 존재했다.

## 트랙 리스트
| #             | 제목                       | 작사·작곡              | 재생 시간 |
| ------------- | -------------------------- | ---------------------- | --------- |
| 1.            | 〈"One of the Boys"〉      | 부치 워커              | 4:09      |
| 2.            | 〈"I Kissed a Girl"〉      | 닥터 루크              | 3:01      |
| 3.            | 〈"Waking Up in Vegas"〉   | 케이티 페리, 그렉 웰스 | 3:24      |
| 4.            | 〈"Thinking of You"〉      | 부치 워커              | 4:09      |
| 5.            | 〈"Mannequin"〉            | 그렉 웰스              | 3:19      |
| 6.            | 〈"Ur So Gay"〉            | 그렉 웰스              | 3:39      |
| 7.            | 〈"Hot n Cold"〉           | 닥터 루크              | 3:42      |
| 8.            | 〈"If You Can Afford Me"〉 |                        | 3:21      |
| 9.            | 〈"Lost"〉                 |                        | 4:18      |
| 10.           | 〈"Self Inflicted"〉       |                        | 3:27      |
| 11.           | 〈"I'm Still Breathing"〉  | 데이브 스튜어트        | 3:48      |
| 12.           | 〈"Fingerprints"〉         | 그렉 웰스              | 3:44      |
| 총 재생 시간: | 총 재생 시간:              | 총 재생 시간:          | 43:52     |

| #   | 제목                                                 | 재생 시간 |
| --- | ---------------------------------------------------- | --------- |
| 13. | 〈"Hot n Cold"〉 (Manhattan Clique Remix Radio Edit) |           |
| 14. | 〈"I Kissed a Girl"〉 (Morgan Page Remix - Main)     |           |
| 15. | 〈"I Kissed a Girl"〉 (music video)                  |           |
| 16. | 〈"Hot n Cold"〉 (music video)                       |           |
| 17. | 〈"Thinking of You"〉 (music video)                  |           |

## 차트 및 인증
One of the Boys는 미국 빌보드 200에서 9위로 데뷔했다. 미국에서 이 음반은 120만장을 팔며 미국 음반 산업 협회에서 플래티넘 인증을 획득했다. 앨범은 76주동안 차트에 존재했었다. 캐나다에선 10위로 데뷔했고 6위로 만족, 이후 더블 플래티넘 인증을 받았다.
영국 음반 차트에선 11위로 만족해야했으며 이 앨범은 후에 플래티넘 인증을 받는다. 호주에서는 11위에 올랐고 7만장 이상을 팔며 호주 음반 산업 협회에 의해 플래티넘 인증을 받는다. 뉴질랜드에서는 11위로 데뷔했으며 1만장 이상을 팔아 골드 인증을 받는다.
| 차트 (2008/2009)            | 최고 순위 |
| --------------------------- | --------- |
| 오스트레일리아 음반 차트    | 11        |
| 오스트리아 음반 차트        | 6         |
| 캐나다 음반 차트            | 6         |
| 체코 음반 차트              | 33        |
| 덴마크 음반 차트            | 4         |
| 네덜란드 음반 차트          | 32        |
| 유러피안 탑 100 음반        | 10        |
| 핀란드 음반 차트            | 13        |
| 프랑스 음반 차트            | 10        |
| 그리스 인터내셔널 음반 차트 | 2         |
| 그리스 음반 차트            | 11        |
| 독일 음반 차트              | 7         |
| 헝가리 음반 차트            | 37        |
| 아일랜드 음반 차트          | 10        |
| 이탈리아 음반 차트          | 23        |
| 멕시코 음반 차트            | 9         |
| 뉴질랜드 음반 차트          | 17        |
| 노르웨이 음반 차트          | 7         |
| 폴란드 음반 차트            | 49        |
| 포르투갈 음반 차트          | 18        |
| 스페인 음반 차트            | 51        |
| 스웨덴 음반 차트            | 19        |
| 스위스 음악 차트            | 6         |
| 영국 음반 차트              | 11        |
| 미국 빌보드 200             | 9         |
| 미국 빌보드 탑 록 앨범      | 3         |

| 차트(2009)     | 최고 순위 |
| -------------- | --------- |
| 독일 음반 차트 | 46        |

### 인증
| 국가           | 차트 인증   |
| -------------- | ----------- |
| 오스트레일리아 | 플래티넘    |
| 벨기에         | 골드        |
| 캐나다         | 2× 플래티넘 |
| 유럽           | 플래티넘    |
| 프랑스         | 플래티넘    |
| 독일           | 골드        |
| 아일랜드       | 플래티넘    |
| 뉴질랜드       | 골드        |
| 스웨덴         | 골드        |
| 스와질랜드     | 골드        |
| 영국           | 플래티넘    |
| 미국           | 플래티넘    |